# Similosodus torui
Similosodus torui är en skalbaggsart som beskrevs av Holzschuh 1989. Similosodus torui ingår i släktet Similosodus och familjen långhorningar.
Artens utbredningsområde är Taiwan. Inga underarter finns listade i Catalogue of Life.